# Stanisław Jan Rukiewicz
Stanisław Jan Rukiewicz herbu Hippocentaurus – instygator litewski w 1695 roku, wojski grodzieński w latach 1692-1701, sekretarz Jego Królewskiej Mości.
Jako deputat podpisał pacta conventa Augusta II Mocnego w 1697 roku.